# 大塚刷毛製造
大塚刷毛製造（おおつか・はけせいぞう）は、東京都新宿区にある刷毛、ローラーなどの塗装用具を中心とした製造・販売メーカーである。

## 沿革
1914年「大塚鐵五郎商店」として創業、1947年に法人格「有限会社大塚刷毛ブラシ製作所」設立。1962年「大塚刷毛製造株式会社」に改組される。2005年、営業部門と販売部門を分社化し、本社事業を新会社の「株式会社マルテー大塚」に、営業部門を当社に分離した。

## 主な商品
「マルテー大塚」のブランド（ロゴもTを丸囲みにしたもの）を通して、主に、塗装用・工業用の刷毛（ブラシ）、ローラーの製造・販売が中心であり、東京都より伝統工芸士の資格・商号を受賞している。
この他、建設用資材（養生テープ、塗装工具、スプレーガン、足場など）を取り扱っている